# Nam Trạch
Nam Trạch là một xã thuộc huyện Bố Trạch, tỉnh Quảng Bình, Việt Nam.

## Địa lý
Xã Nam Trạch nằm ở phía đông nam huyện Bố Trạch, có vị trí địa lý:
- Phía đông và đông nam giáp xã Lý Trạch
- Phía tây bắc giáp xã Hòa Trạch
- Phía tây nam giáp thị trấn Nông trường Việt Trung
- Phía bắc giáp xã Đại Trạch.

Xã Nam Trạch có diện tích 9,16 km², dân số năm 2019 là 3.201 người, mật độ dân số đạt 350 người/km².

## Hành chính
Xã Nam Trạch được chia thành 9 thôn: Bắc Hồng, Chánh Hoà, Đông Hồng, Đông Thành, Hòa Trạch, Nam Hồng, Sao Sa, Tây Hồng, Tây Thành.